# Duaga
Duaga (auch: Undaga) ist eine Vulkaninsel im Bismarck-Archipel nördlich von Neubritannien. Sie ist Teil der Provinz West New Britain des Staates Papua-Neuguinea. Duaga ist die nordwestlichste Insel der Vitu-Inseln (auch Witu-Inseln).
Die Insel ist überwiegend von Flachland mit andesitischen Erhebungen und Korallenkalken geprägt.
Aus europäischer Sicht wurde Duaga 1793 durch den französischen Seefahrer Joseph Bruny d’Entrecasteaux entdeckt. Von 1899 bis 1914 gehörte die Insel zur Kolonie Deutsch-Neuguinea.